# Espinasses
Espinasses är en kommun i departementet Hautes-Alpes i regionen Provence-Alpes-Côte d'Azur i sydöstra Frankrike. Kommunen ligger  i kantonen Chorges som ligger i arrondissementet Gap. År 2022 hade Espinasses 792 invånare.

## Befolkningsutveckling
Antalet invånare i kommunen Espinasses
Referens:INSEE